# Grenze zwischen Liechtenstein und Österreich

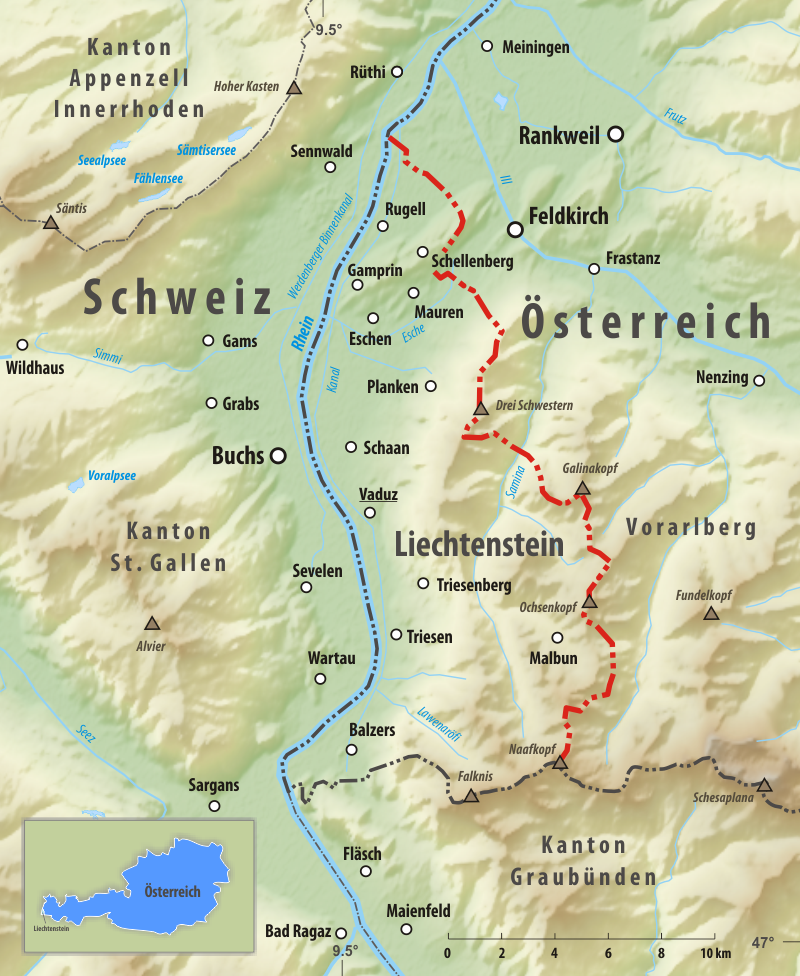
Grenzverlauf Österreich – Liechtenstein

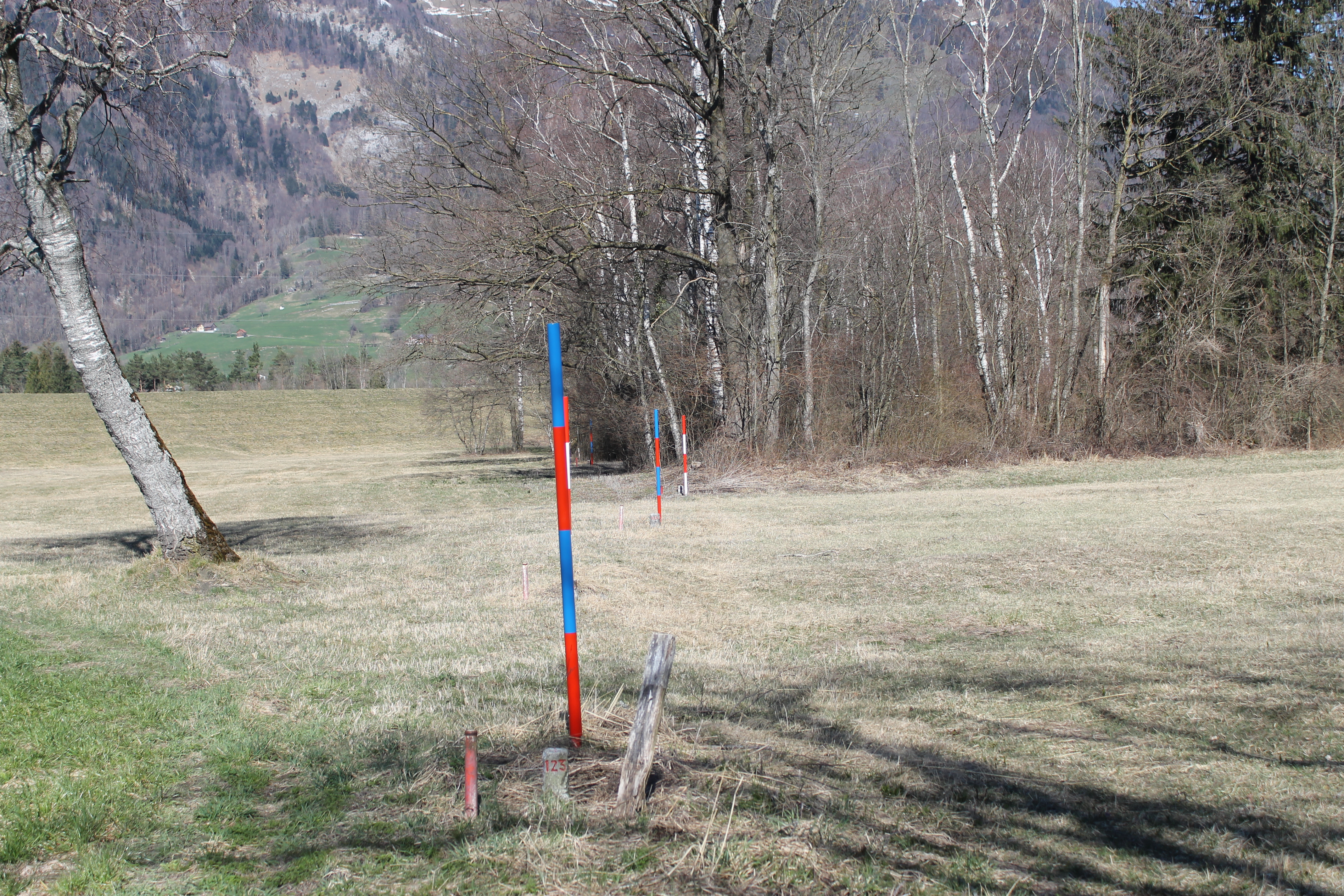
Grenze zwischen Liechtenstein und Österreich direkt am Rheindamm im Ried bei Bangs

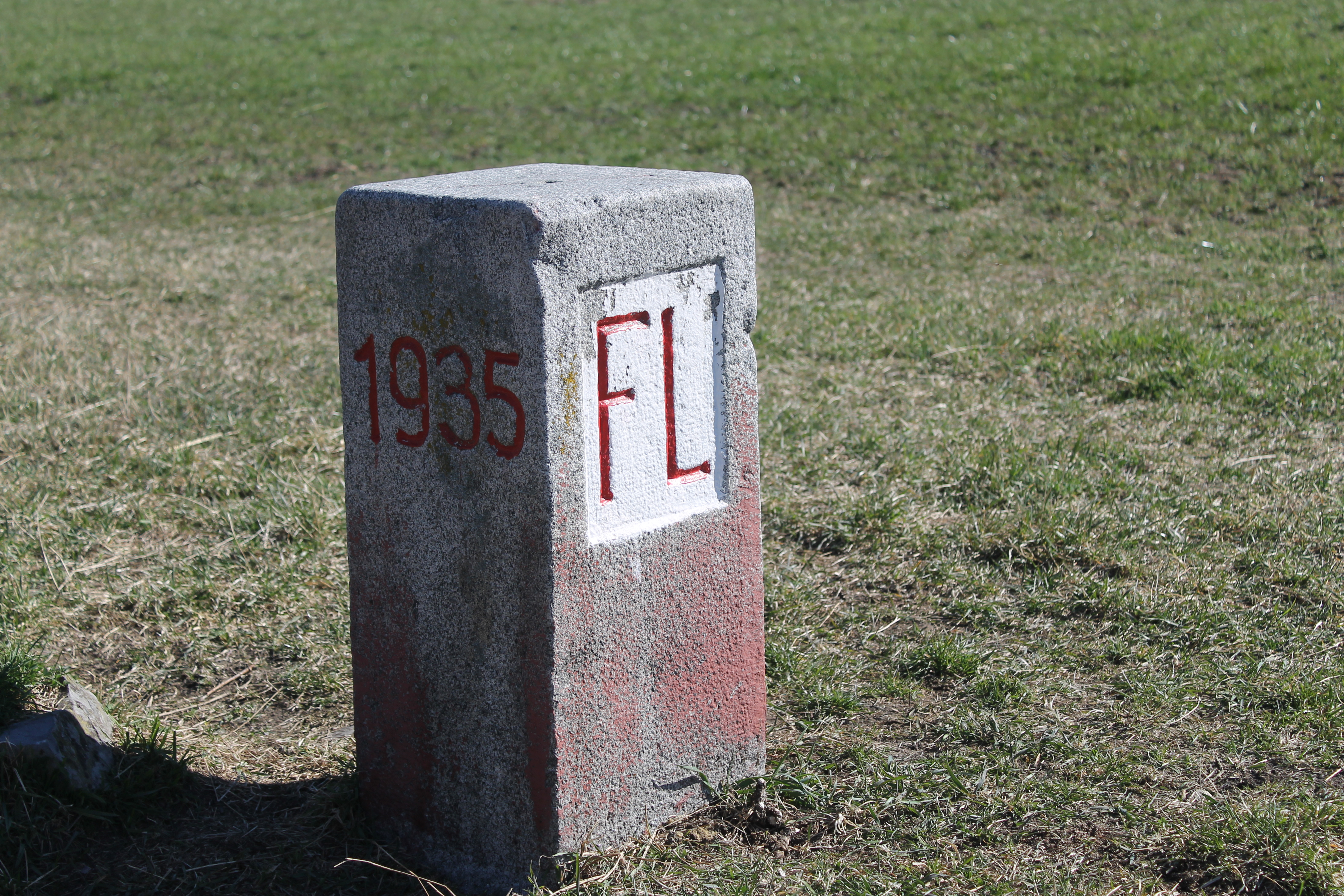
Grenzstein Fürstentum Liechtenstein

Die Grenze zwischen Liechtenstein und Österreich hat eine Länge von rund 35 Kilometern (35'040 Meter). Sie trennt das Bundesland Vorarlberg in der Republik Österreich vom Staatsgebiet des Fürstentums Liechtenstein ab. Rechtsverbindlich festgelegt ist der aktuelle Grenzverlauf seit 20. Juli 1960 in einem bilateralen Staatsvertrag über den Verlauf der gemeinsamen Staatsgrenze. Sie ist Außengrenze der Europäischen Union.

## Grenzverlauf
Die gemeinsame Staatsgrenze zwischen Liechtenstein und Österreich beginnt im Norden im Dreiländereck zwischen Österreich, Liechtenstein und der Schweiz. Dieser Punkt befindet sich direkt in der Flussmitte des Rheins bei der österreichischen Ortschaft Bangs, einem Ortsteil der Stadt Feldkirch. Der Dreiländerpunkt stellt zugleich den westlichsten Punkt des österreichischen Staatsgebiets und den nördlichsten und tiefsten Punkt des liechtensteinischen Staatsgebiets dar. Von hier aus folgt die Staatsgrenze in langen Abschnitten kleineren Entwässerungsgräben (etwa dem Frickgraben) durch das Bangser bzw. Ruggeller Riet nach Südosten. Danach erreicht die Grenze den steilen Anstieg zum Eschnerberg, wobei die Zollstrasse zwischen den Ortschaften Fresch (A) und Hinterer Schellenberg (FL) überquert wird. Der Grenzverlauf folgt dem Eschnerberg an seinem Grat (am höchsten Punkt 698 m ü. M.) nach Süden und erreicht das beiderseits der Grenze dicht bebaute und ineinander übergehende Siedlungsgebiet der Ortschaften Tosters (A) bzw. Mauren (FL). Hier, mitten im Wohngebiet, befindet sich auch der Grenzübergang Binsen. Der weitere Grenzverlauf führt erneut durch Riedlandschaft und den Egelsee bis zum wichtigsten Grenzübergang zwischen Österreich und Liechtenstein bei Tisis (A).
Vom Ortsgebiet von Tisis aus verlässt der weitere Grenzverlauf das stark besiedelte Rheintal und steigt in weiterhin südöstlicher Richtung in gebirgiges Gelände auf. Die Berge des Rätikon bilden ab diesem Abschnitt die natürliche Grenze zwischen den beiden Staaten, die auf dem Grat zwischen Rheintal und Saminatal nach Süden verläuft. Sie überquert im weiteren Verlauf einige Gipfel: So wird etwa die Mistelmark, ein Gipfel, der auf österreichischer Seite die Grenze der Gemeindegebiete von Feldkirch und Frastanz markiert, überquert. Anschließend wendet sich die Staatsgrenze zur Sarojahöhe, erreicht die Gipfel der Drei Schwestern und jenen des Garsellakopfs.

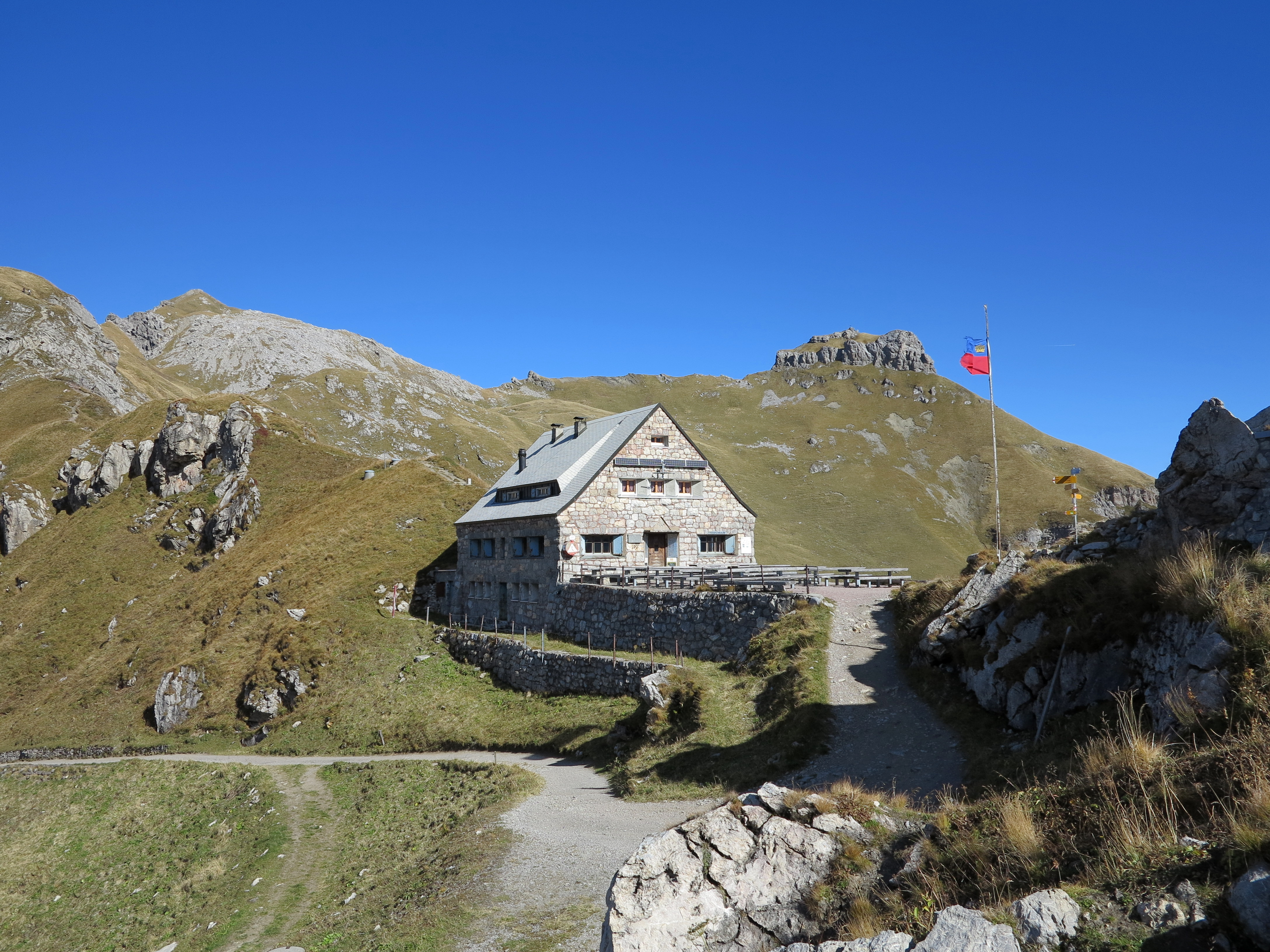
Pfälzerhütte mit Gorfion im Hintergrund

Von dort steigt sie ostwärts über die Garsellatürme ab. Die Grenze durchquert das Saminatal am Falleck und steigt nördlich vom Valorschtal über Langspetz (Zigerbergkopf) zum Galinakopf (2198 m ü. M.) hoch. Über Wurmtalkopf, Mattajoch, Mattlerjoch und knapp südwestlich des Scheienkopfs zieht sie sich zum Ochsenkopf (2285 m ü. M.). Zwischen Malbun und Nenzinger Himmel erreicht sie den östlichsten Punkt Liechtensteins. In diesem Bereich verläuft sie nicht auf dem Grat der Galina-Gruppe, sondern bis zu einem Kilometer unterhalb an den Hängen des Gamperdonatals (siehe unten zum Grenzstreit am Sareiserjoch). Über den Gorfion (2305 m ü. M.) steigt sie westwärts wieder zum Grat zwischen Augstenberg und Pfälzerhütte hoch, dem sie nach Süden folgt. Vom Bettlerjoch hochsteigend erreicht die Grenze schließlich an ihrem südlichsten Punkt, dem 2571 m ü. A. (bzw. 2570 m ü. M.) hohen Naafkopf, erneut einen Dreiländerpunkt mit der Schweiz. Dieser Grenzpunkt markiert das südliche Ende der gemeinsamen Staatsgrenze von Österreich und Liechtenstein.
Gemeinden an der Staatsgrenze sind (von Nord nach Süd)
| L I E C H T E N S T E I N | L I E C H T E N S T E I N | L I E C H T E N S T E I N |         | Ö S T E R R E I C H | Ö S T E R R E I C H | Ö S T E R R E I C H | Ö S T E R R E I C H |
| Wahlkreis                 | Gemeinde                  | Grenz- übertritt          |         | Grenz- übertritt    | Gemeinde            | Bezirk              | Bundesland          |
| ------------------------- | ------------------------- | ------------------------- | ------- | ------------------- | ------------------- | ------------------- | ------------------- |
| Schweiz                   |                           |                           |         |                     |                     |                     |                     |
| Unterland                 | Ruggell                   |                           |         |                     | Feldkirch           | Feldkirch           | Vorarlberg          |
| Unterland                 | Schellenberg              |                           |         |                     | Feldkirch           | Feldkirch           | Vorarlberg          |
| Unterland                 | Mauren                    |                           |         |                     | Feldkirch           | Feldkirch           | Vorarlberg          |
| Unterland                 | A l p e n                 |                           |         |                     | Feldkirch           | Feldkirch           | Vorarlberg          |
| Unterland                 | Frastanz                  |                           |         |                     |                     | Feldkirch           | Vorarlberg          |
| Unterland                 | Eschen                    |                           |         |                     |                     | Feldkirch           | Vorarlberg          |
| Oberland                  | Planken                   |                           |         |                     |                     | Feldkirch           | Vorarlberg          |
| Oberland                  | Schaan                    |                           |         |                     |                     | Feldkirch           | Vorarlberg          |
| Oberland                  | Planken                   |                           |         |                     |                     | Feldkirch           | Vorarlberg          |
| Oberland                  | Balzers                   |                           |         |                     |                     | Feldkirch           | Vorarlberg          |
| Oberland                  |                           | Nenzing                   | Bludenz |                     |                     |                     | Vorarlberg          |
| Oberland                  | Schaan                    | Nenzing                   | Bludenz |                     |                     |                     | Vorarlberg          |
| Oberland                  | Triesenberg               | Nenzing                   | Bludenz |                     |                     |                     | Vorarlberg          |
| Oberland                  | Schaan                    | Nenzing                   | Bludenz |                     |                     |                     | Vorarlberg          |
| Schweiz                   |                           |                           |         |                     |                     |                     |                     |

## Grenzübertritt und Grenzverkehr

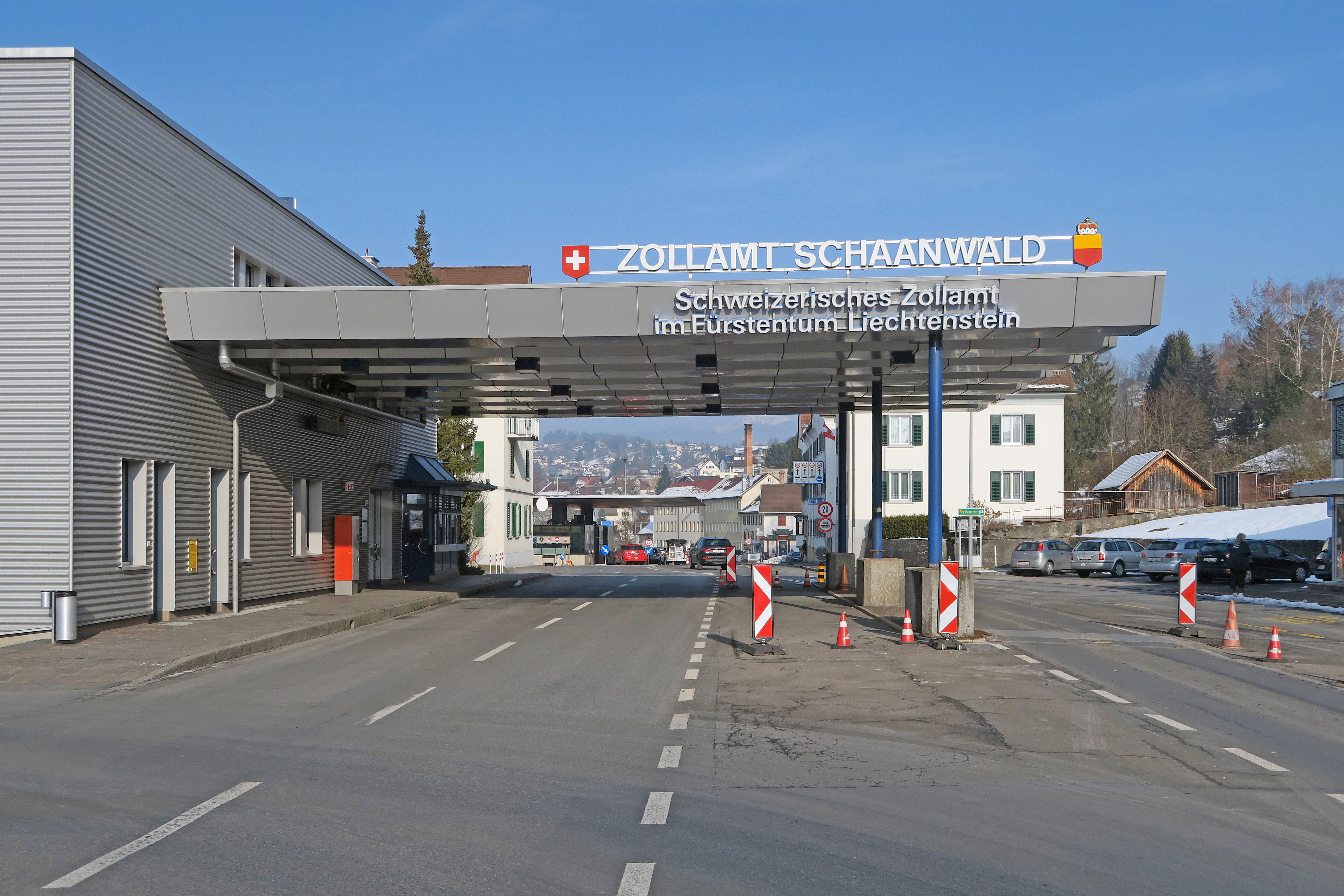
Grenzübergang Schaanwald bzw. Tisis von Liechtenstein aus gesehen

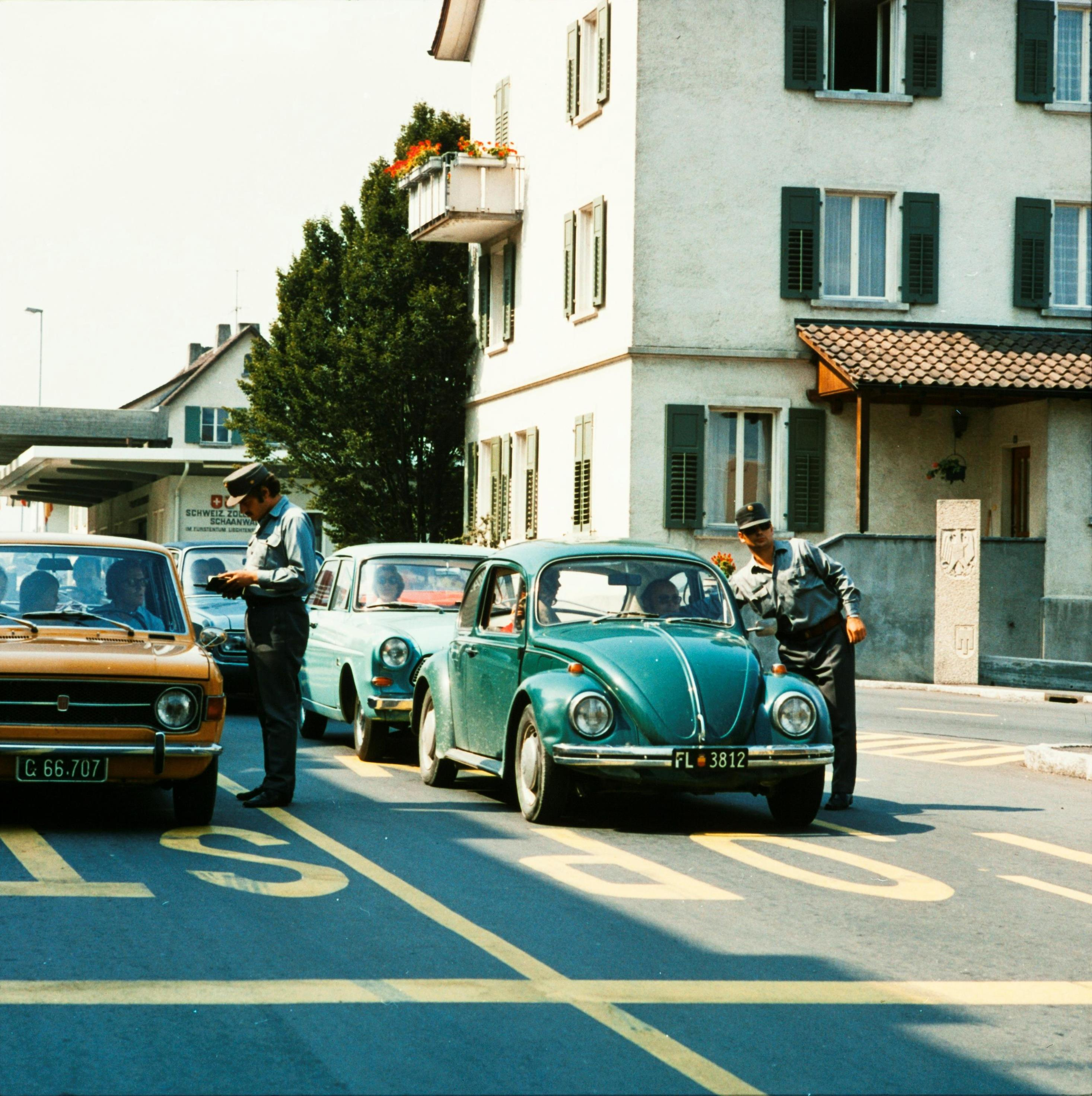
Grenzübergang Schaanwald/Tisis bei einer Grenzkontrolle auf österreichischer Seite im Jahr 1972

Im Alpenrheintal existieren derzeit vier direkte Grenzübergänge für den Individualverkehr zwischen Liechtenstein und Österreich. Der Grenzverlauf südlich von Tisis, der sich überwiegend im hochalpinen Gelände befindet, lässt einen grenzüberschreitenden motorisierten Individualverkehr nicht mehr zu. Der wichtigste österreichisch-liechtensteinische Grenzübergang befindet sich zwischen Tisis, einem Ortsteil der österreichischen Stadt Feldkirch, und Schaanwald, einem Ortsteil der liechtensteinischen Gemeinde Mauren. Es handelt sich dabei um den einzigen Grenzübergang, an dem die zollrechtlichen Verfahren für die Ein- und Ausfuhr von Gütern zwischen Österreich und Liechtenstein abgewickelt werden – der Güterverkehr ist daher ausschließlich über diesen Grenzübergang zulässig. Zum Grenzübergang führt auf österreichischer Seite die Landesstraße 191a, die als Liechtensteiner Straße bezeichnet wird, und auf liechtensteinischer Seite die Feldkircher Strasse, die als Hauptstraße durch ganz Liechtenstein führt.
Auch eine Eisenbahnverbindung existiert zwischen Feldkirch und Mauren im Rahmen der von den Österreichischen Bundesbahnen betriebenen Bahnstrecke Feldkirch–Buchs. Auf liechtensteinischem Staatsgebiet befinden sich drei Haltestellen für Züge des Regionalverkehrs, ehe die Bahnstrecke mit der Überquerung des Rheins nach knapp neun Kilometern das Staatsgebiet wieder verlässt. Die Bahnstrecke wird regelmäßig von österreichischen Regionalzügen vom Bahnhof Feldkirch aus befahren, zudem verkehren auch internationale Fernzüge – etwa die ÖBB-Verbindung von Wien nach Zürich – über die Strecke.
Sowohl die Republik Österreich, die ein EU-Mitgliedsstaat ist, als auch das Fürstentum Liechtenstein sind dem Schengener Abkommen beigetreten, weshalb es an den Grenzübergängen zwischen den beiden Ländern keine Personenkontrollen mehr gibt. Bis zum Beitritt Liechtensteins zum Schengener Abkommen am 19. Dezember 2011 war die gemeinsame Grenze die letzte verbliebene Schengen-Außengrenze Österreichs, nachdem die Schweiz bereits im Dezember 2008 dem Schengener Abkommen beigetreten war. Ähnlich wie an der Grenze zwischen Österreich und der Schweiz gibt es auch an den Grenzübergängen zwischen Österreich und Liechtenstein dennoch nach wie vor Zollkontrollen. Diese werden auf Liechtensteinischer Seite nicht von Liechtensteinischen Behörden, sondern aufgrund eines Vertrages mit der Schweiz vom Schweizer Grenzwachtkorps durchgeführt.

## Grenze zwischen Liechtenstein und dem Deutschen Reich (1938–1945)
Bis zum September 1939 war die Grenze zwischen Liechtenstein und dem seit 1938 als „Ostmark“ an das Deutsche Reich angeschlossenen ehemaligen Österreich nicht gesichert. Deshalb gelang hunderten von Flüchtlingen in dieser Zeit der Grenzübertritt. Die Grenzübergangsstellen wurden in weiterer Folge mit Stacheldraht und spanischen Reitern gesichert. Anfang 1940 begann man der Errichtung eines zwei Meter hohen Stacheldrahtzauns. Der Zaun, der sich auf 14 Kilometer Länge vom Älpele über Tisis, Tosters und Nofels bis zum Rhein erstreckte und damit nahezu den gesamten Grenzverlauf im Rheintal abdeckte, wurde 1942 um einen weiteren halben Meter erhöht. Nach dieser Erhöhung wurden nur noch wenige Grenzübertritte gezählt.
Infolge des Anschlusses Österreichs an das Deutsche Reich übernahmen Grenzschutzeinheiten des deutschen Zolls die Überwachung der Grenze. Diese bestanden aus einer Kerngruppe aus Deutschland und Ergänzungspersonal, bestehend aus einheimischen Männern. Diese Einheimischen wurden während des gesamten Krieges „Higo“ (Hilfsgrenzangestellte) genannt, obwohl ihre offizielle Bezeichnung ab 1940 Hilfszollbetriebsassistenten lautete. Die Higo übernahmen einen Grossteil der Wachen im Grenzgebiet und erhielten dafür eine Schiess-, Gelände-, Zugs- und Gefechtsausbildung. Ab 1942 wurden viele Higo zur Wehrmacht eingezogen. Ältere Männer übernahmen ihre Stellen, darunter viele Veteranen aus dem Ersten Weltkrieg. Auf Liechtensteinischer Seite verstärkten die Liechtensteinische Landespolizei und die Hilfspolizei die zuständige Schweizer Grenzwache. Schweizer Armee-Angehörige wurden nicht an der Grenze eingesetzt, obwohl die Liechtensteinische Regierung die Schweizer Regierung darum gebeten hatte. Die Schweizer Regierung lehnte dies aufgrund der Neutralität der Schweiz ab.

## Vom Grenzstreit am Sareiserjoch zum Staatsvertrag 1964
Nach dem Zweiten Weltkrieg und der Befreiung Österreichs vom Nationalsozialismus führte die französische Besatzungsbehörde mit Vertretern der österreichischen Gemeinde Frastanz und Liechtensteins im Saminatal eine Grenzbegehung durch, bei der auch vereinbart wurde, neue Grenzsteine zu setzen. Dies wurde nötig, da zuvor bestehende Grenzzeichen unkenntlich geworden oder verloren gegangen waren. Nachdem die Vorarlberger Landesregierung wenig Verständnis für dieses eigenmächtige Vorgehen der Besatzungsbehörde zeigte, kristallisierte sich bei einer ausgedehnteren ersten Begehung zur Setzung der neuen Grenzsteine im Jahr 1947 unter Mitwirkung von Vertretern der Landesregierung heraus, dass ein rund 24 Hektar großes Gebiet im Gamperdonatal unterhalb des Sareiserjochs umstritten war. Im Österreichischen Grundkataster von 1856/57 war dieses Gebiet zwar als österreichisches Staatsgebiet verzeichnet worden, Liechtenstein wandte dagegen aber ein, dass es diese Grenzfestlegung nie offiziell bestätigt habe. Es handelte sich im Wesentlichen um Liegenschaften der liechtensteinischen Alp Sareis, die damit einige Hektar weit auf österreichischem Gebiet gelegen wären.
1950 bot das Fürstentum Liechtenstein der Republik Österreich 10.000 Franken an, wenn diese auf die strittigen Gebietsansprüche am Sareiserjoch vollständig und unwiderruflich verzichtet hätte. Die Vorarlberger Landesregierung teilte dem Innenministerium jedoch mit, dass sie einen solchen „Verkauf von Landesgebiet“ ablehne und empfahl dem Ministerium im Juli 1950, ein Schiedsgericht über die Streitfrage entscheiden zu lassen. Auf einer 1952 von liechtensteinischer Seite publizierten Karte des Landesgebiets wurde die strittige Fläche zur Gänze Liechtenstein zugeschrieben. Noch bevor es zu einem förmlichen Verfahren vor einem internationalen Schiedsgericht kommen konnte, für dessen Einsetzung die Vertragsentwürfe bereits vorlagen, konnte der Streit aber im Rahmen einer abermaligen unverbindlichen Begehung durch eine kleine Kommission beigelegt werden. Österreich bekam zwei dreieckförmige, in Richtung Gamperdona vorstoßende Gebietsteile der liechtensteinischen Alp Sareis zugeschrieben, der Rest wurde Liechtenstein zugesichert. Am 17. März 1960 konnte schließlich in Vaduz der Staatsvertrag über die Feststellung der Staatsgrenze und Erhaltung der Grenzzeichen unterzeichnet werden, womit der Grenzstreit am Sareiserjoch endgültig ein Ende fand. Dieser Staatsvertrag über die gemeinsame Staatsgrenze steht in Österreich seit 1964 in Verfassungsrang (BGBl. Nr. 59/1964, Art II. Z 9).

## Kleine Grenzbegradigung am Egelsee 2024/2025
Im Juni 2024 stimmte der Vorarlberger Landtag einstimmig einer Änderung des Grenzverlaufs beim Egelsee zu. Der österreichische Nationalrat erteilte seine notwendige Zustimmung zur Grenzänderung im März 2025.